# Eupithecia duena
Eupithecia duena là một loài bướm đêm trong họ Geometridae.